# Katastrofmedicin
Katastrofmedicin är den gren av medicinen som omfattar akuta sjukvårdsinsatser i samband med katastrofer, jämför traumatologi. Definitionsmässigt avses med katastrof i detta sammanhang en "situation där tillgängliga resurser är otillräckliga i förhållande till det akuta vårdbehovet och där belastningen är så hög att normala kvalitetskrav för medicinsk behandling inte längre kan upprätthållas trots adekvata åtgärder". I ämnet katastrofmedicin ingår ofta också handläggning vid stora olyckor, som definitionsmässigt skiljer sig från katastrofer genom att det vid en stor olycka är möjligt att genom särskilda åtgärder (till exempel inkallande av extra personal inom hälso- och sjukvården eller räddningstjänsten eller omprioritering av vårdinsatser) upprätthålla en adekvat vårdkvalitet. Vad som är en katastrof beror alltså delvis på sjukvårdens och räddningstjänstens resurser och kan alltså skilja sig åt mellan olika delar av världen.

## Indelning
Katastrofer delas in i naturkatastrofer och människoorsakade katastrofer, där de förstnämnda står för cirka en tredjedel av alla olyckor med mer än 20 döda under de senaste 20 åren. Hit räknas jordbävningar, vulkanutbrott, översvämningar, orkaner och epidemier av smittsamma, farliga sjukdomar. Människoorsakade katastrofer utgör 2/3 av alla olyckor med mer än 20 döda, och dessa har ökat markant de senaste 25 åren. 

## Prioritering
I samband med stora katastrofer måste räddningsinsatserna prioriteras, vilket innebär att de patienter där man bedömer att medicinska insatser har störst möjlighet att påverka prognosen för patienten prioriteras högst. Det innebär att man vid brännskador till exempel prioriterar medicinsk vård till personer med medelsvåra brännskador, eftersom personer med lätta brännskador tenderar att överleva oavsett insatser och personer med svåra brännskador tenderar att dö oavsett insatser. 

## Organisation i Sverige
Enligt SOSFS 2013:22 Socialstyrelsens föreskrifter och allmänna råd om katastrofmedicinsk beredskap ska varje varje hälso- och sjukvårdsregion upprätthålla en funktion som dygnet runt ska kunna ta emot larm och initiera och samordna det inledande arbetet med ledning vid en händelse som är så omfattande eller allvarlig att resurserna måste organiseras, ledas och användas på särskilt sätt. En region ska vid sådana händelser etablera en särskild sjukvårdsledning som ska ha mandat och förmåga att samordna verksamheter, prioritera insatser, mobilisera och omdisponera resurser. Särskild sjukvårdsledning ska kunna etableras på lokal nivå (sjukhus, skadeområden) och regional nivå.  Vid etablerad särskild händelse ska hälso- och sjukvården ha en organisation anpassad för vad som krävs för att hantera händelsen, och utgår då utifrån fastställda beredskapslägen.
Skadeområdet kallas det området där en skadehändelse har skett och där hälso- och sjukvårds-, räddnings- och polisinsatser leds och organiseras för att undsätta drabbade. Insatsen i ett skadeområde med många skadade eller där samverkan med andra aktörer behövs leds inom hälso- och sjukvården av en sjukvårdsledare och en medicinskt ansvarig, vanligen besättningen från den första ambulansen att anlända till skadeområdet. Dessa utgör prehospital sjukvårdsledning vilket kan likställas med särskild sjukvårdsledning på lokal nivå.
Räddningsledaren har befogenhet att förorda om tjänsteplikt för individer mellan 18 och 65 år, att bestämma att statliga och kommunala myndigheter med lämpliga resurser ska delta i räddningsarbetet och att vid behov göra ingrepp i annans rätt. 

### Beredskap
Socialstyrelsen är sedan 1 oktober 2022 ansvarig för beredskapsarbetet inom hälsa, vård och omsorg.  I spåren av Covid-19 pandemin och kriget i Ukraina har beredskapsarbetet i världen och Sverige fått extra fokus. Socialstyrelsen har tagit fram ett nationellt stöd för att underlätta beredskapsarbetet inom Hälso- och sjukvården och har definierat en svensk benämning på den internationella väletablerade termen "Surge Capacity" vilket resulterade i "Kapacitetsökningsförmåga" och definieras som "förmåga att öka kapaciteten för att hantera ett plötsligt ökat inflöde av patienter".